# SS Atrato
SS Atrato byl parník vybudovaný společností Caird & Company ve skotském Greenocku pro Royal Mail Steam Packet Company. 17 let sloužil na linkách do Jižní Ameriky. V roce 1870 byl prodán společnosti John Morrison & Co. do Londýna. V letech 1853–1858 to byla největší osobní loď na světě. Od roku 1880 se plavila pod jménem SS Rochester. Sešrotována byla roku 1884.